# Лебрен, Шарль
Шарль Лебре́н (Ле Брен; Лебрён, Лебрюн; фр. Charles Le Brun; 24 февраля 1619, Париж — 22 февраля 1690, там же) — французский живописец и рисовальщик, последователь классицизма, один из наиболее значимых парижских художников эпохи царствования Людовика XIV, художественный теоретик и педагог; мастер исторической картины и монументальных росписей, главный автор внутреннего оформления большого Версальского дворца и знаменитой Зеркальной галереи, также работал как портретист. 
Инициатор учреждения и один из первых двенадцати академиков — «старейшин» (с 1648), ректор (с 1655) и директор (с 1683) Королевской академии живописи и скульптуры в Париже, первый живописец короля (с 1664). Учредитель Французской академии в Риме (в 1666), директор королевской Мануфактуры гобеленов в Париже.

## Биография
Семья художника происходила из Пикардии на севере Франции и была известна славными предками. Шарль был сыном Николя Лебрена (1585—1648), мастера-скульптора, и Жюльены Ле Бле (1595—1668) (дочери известного писателя Пьера Ле Бле), которые жили на улице Сен-Мартен в Париже. В семье по материнской линии ценили классическую литературу и образованность. Шарль был третьим ребёнком в семье, где было пятеро детей. Mаленький Шарль Лебрен рано проявил склонность к рисованию и живописи и, казалось, отказался следовать за отцом в искусстве скульптуры.
Когда юноше исполнилось одиннадцать лет его дядя Андре Ле Бле, воспитатель детей будущего канцлера Франции Пьера Сегье, рекомендовал Шарля для подготовки к государственной службе. Шарль поступил в ученики к живописцу Симону Вуэ. Он также был учеником Франсуа Перье. В возрасте пятнадцати лет выполнял заказы кардинала Ришельё, был замечен признанным мастером Никола Пуссеном и в 1642 году отправился вместе с Пуссеном в Рим. Благодаря стипендии от Сегье Лебрен проработал в Риме под началом Пуссена четыре года. Находясь в Риме, Лебрен изучал древнеримскую скульптуру, делал копии с произведений Рафаэля, встречался с местными художниками.
Вернувшись в Париж, Лебрен приобрёл новых влиятельных покровителей, в том числе суперинтенданта финансов Николя Фуке, по заказу которого написал портрет Анны Австрийской, а затем перешёл на службу к кардиналу Мазарини. Работая в замке Во-ле-Виконт, Лебрен попал в центр интриг Мазарини, манипулировавшего соперничеством Фуке и Жана-Батиста Кольбера. Проявив себя с лучшей стороны, он приобрёл уважение победителя — Кольбера.
Получив должность первого министра короля, Кольбер среди прочего возглавил многие художественные учреждения, заботясь о международном престиже и культурном влиянии Франции как символа мощи Короля-Солнца. В 1650 году, вскоре после возвращения из Италии, Лебрен расписывал плафон «Галереи Геркулеса» Отеля Ламбер.
Шарль Лебрен при содействии Кольбера в 1648 году организовал Королевскую академию живописи и скульптуры, в 1660-м — Мануфактуру гобеленов, в 1666-м — действующую по настоящее время Французскую академию в Риме.
Лебрен был движущей силой Академии живописи и скульптуры и был избран одним из первых двенадцати старейшин, ответственных за её работу. Он оставался доминирующей фигурой в академии и занимал должности канцлера в 1655 году (с 1663 г. пожизненный канцлер), ректора с 1668 года и директора с 1683 года. Руководя Академией и подвластными ей учреждениями, Лебрен непосредственно влиял на вкусы и мировоззрение целого поколения художников, став важнейшей фигурой «большого стиля Людовика XIV». Сам король разделял его идеи и поощрял искусство Лебрена, в особенности после триумфальных торжеств 1660 года и завершения оформления интерьеров замка Во-ле-Виконт в 1661 году. В том же году он заказал Лебрену серию картин из истории Александра Македонского; серия должна была, согласно идеологии и эстетике «большого стиля», продемонстрировать символическую связь между деяниями Великого Александра и великолепием Короля-Солнце. По картинам были выполнены картоны для серии шпалер Мануфактуры гобеленов «История Александра Македонского» (1664—1680-е годы, серию повторяли восемь раз). Эта работа, как и парадный портрет короля Людовика, принесла художнику дворянство и титул «Первого королевского живописца» (Premier Peintre du Roi), а также пожизненную пенсию размере 12 000 ливров. Король объявил Лебрена «величайшим французским художником всех времен».
С 1662 года Лебрен контролировал все художественные проекты королевского двора. Кроме живописных работ Лебрен создавал картоны для шпалер, он лично расписывал залы «Галереи Аполлона» во дворце Лувра, интерьеры замка Сен-Жермен. В 1671—1686 годах с «огромной армией» художников он декорировал Большое покои Версальского дворца, «Посольской лестницы» (Escalier des Ambassadeurs, 1679, разрушена в 1752 году) и Большой зеркальной галереи (Galerie des Glaces, 1679—1684), оформление примыкающих к галерее Зала войны и Зала мира (Salons de la Guerre et de la Paix, 1686). Король был так доволен оформлением Посольской лестницы", что, когда показывал её в 1679 году испанскому послу назвал её «лестницей месье Лебрена». Лебрену принадлежат не только росписи, но и эскизы мебели, канделябров, ваз, каминов, «отмеченных пышностью и великолепием».
В 1667 году Лебрен открыл цикл лекций в Королевской академии о шедеврах классической живописи, чем принял участие в знаменитой дискуссии XVII века между приверженцами классицизма и барокко, получившей историческое название «Спор о древних и новых». В своём искусстве Лебрен «соединил классицизм Рафаэля и Пуссена с элементами итальянского стиля барокко, создав тем самым парадный стиль в полной мере отвечающий стремлению прославить абсолютную монархию короля Людовика. Влияние этого стиля на художников — скульпторов, резчиков, рисовальщиков-орнаменталистов, гравёров, ювелиров и мебельщиков — было огромным».
Однако Лебрен был не только создателем «большого стиля», он способствовал перерождению классицизма в академизм. В возглавляемой им Академии Лебрен отстаивал позиции «пуссенистов» против «рубенсистов», а также приоритет строгого рисунка над колоритом. Его главным оппонентом в Академии был Пьер Миньяр.
С падением Кольбера маркиз де Лувуа, вопреки воле короля, пытался отстранить Лебрена от работы при дворе. Академия, верная Лебрену, переизбрала его на новый срок, однако придворные интриги подорвали здоровье стареющего художника. Это способствовало усилению болезни, которая 22 февраля 1690 года закончилась его смертью в собственном особняке в районе Гобеленов. Лебрен не успел завершить росписи Версальского дворца, которые заканчивал по его эскизам Ноэль Куапель.
Два брата Шарля Лебрена были художниками: Габриэль (1625—1660), живописец и гравёр, и Николя Второй (1615—1660), живописец-пейзажист. Известен также скульптор, вероятно однофамилец, Андре-Жан Лебрен (1737—1811), ученик Ж.-Б. Пигаля, и много других художников под той же фамилией.
Среди многочисленных учеников Шарля Лебрена были Шарль де Лафосс, Рене-Антуан Уасс, Жан Жувене, Гиацинт Риго и Франсуа Вердье.

## Галерея

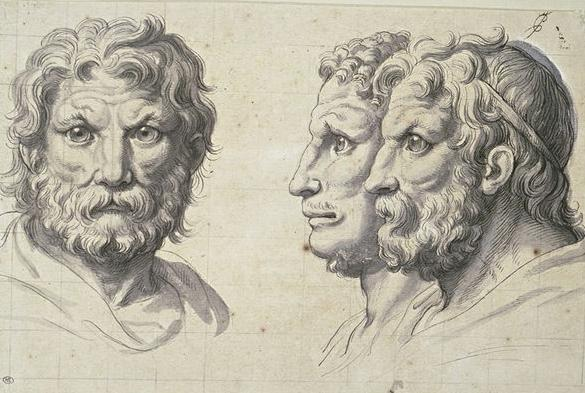
Три мужских головы, похожие на львиные. Ок. 1671. Бумага, итальянский карандаш, тушь, перо, кисть, белила. Лувр, Париж
Вступление Александра в Вавилон. Из серии «История Александра Македонского». 1665. Холст, масло. Лувр, Париж
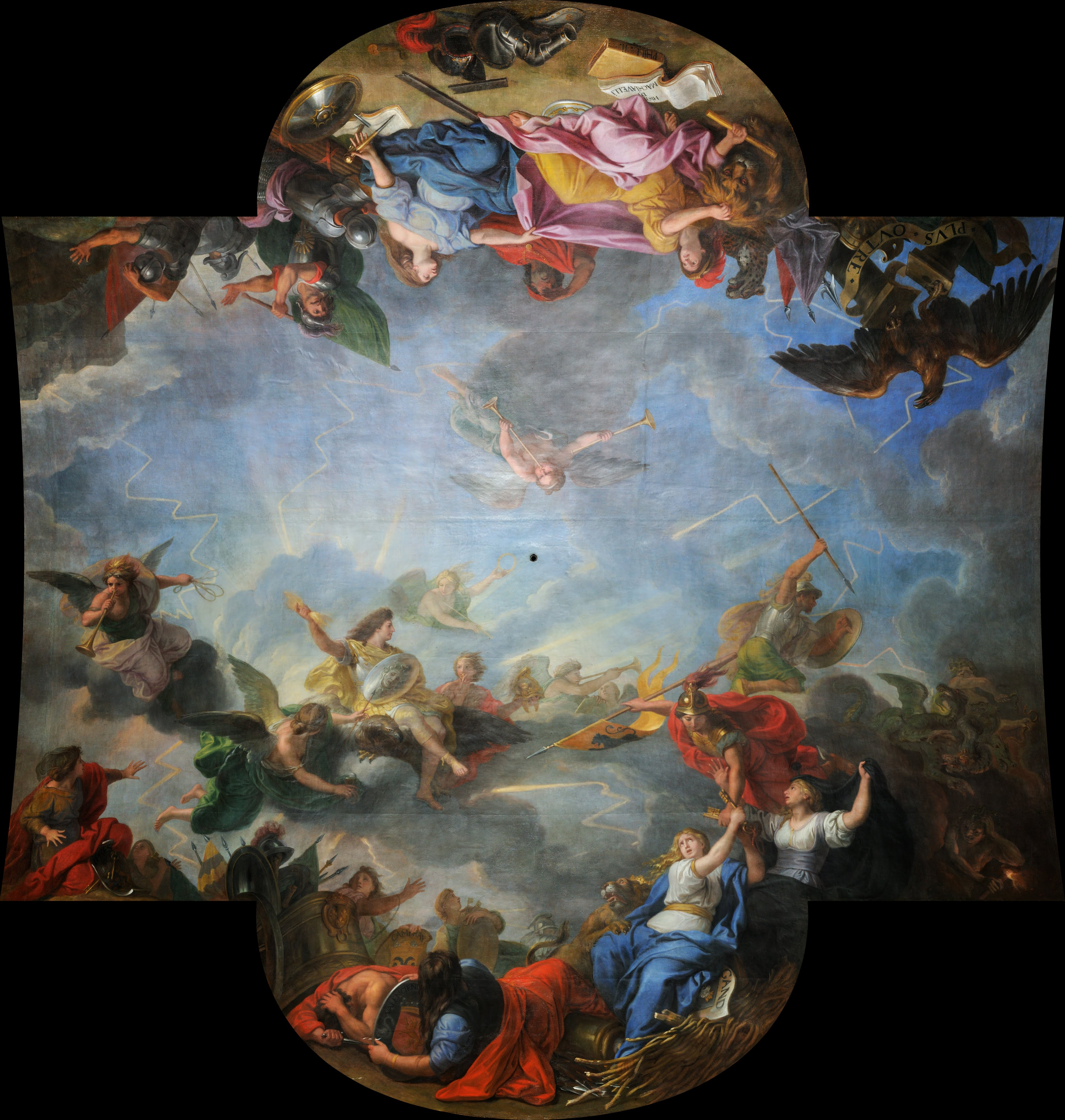
Захват города и цитадели Гента за шесть дней. 1678. Холст, масло. Деталь плафона Зеркальной галереи, Версаль
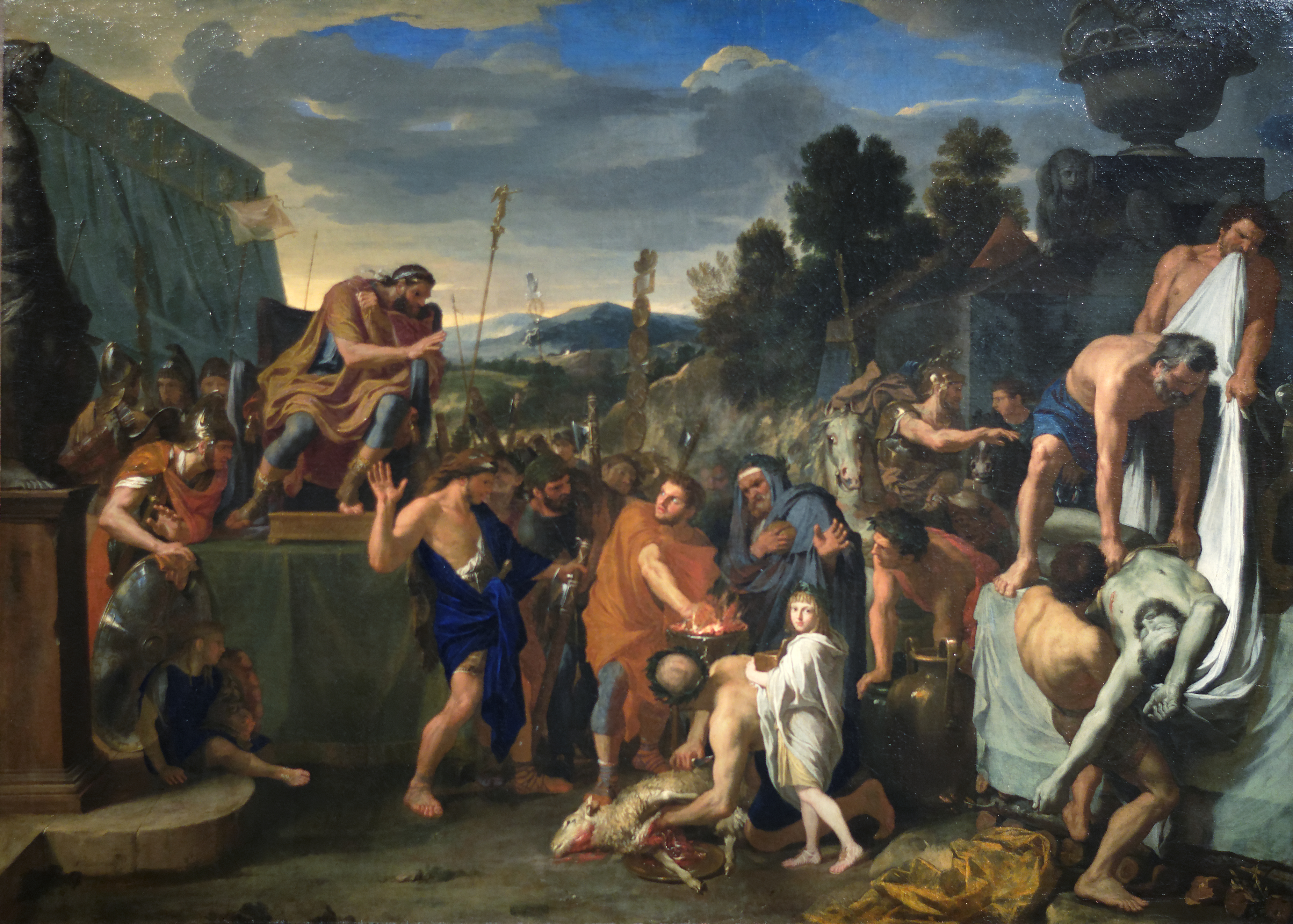
Муций Сцевола в лагере Порсены. Холст, масло. Музей урсулинок, Макон, Франция
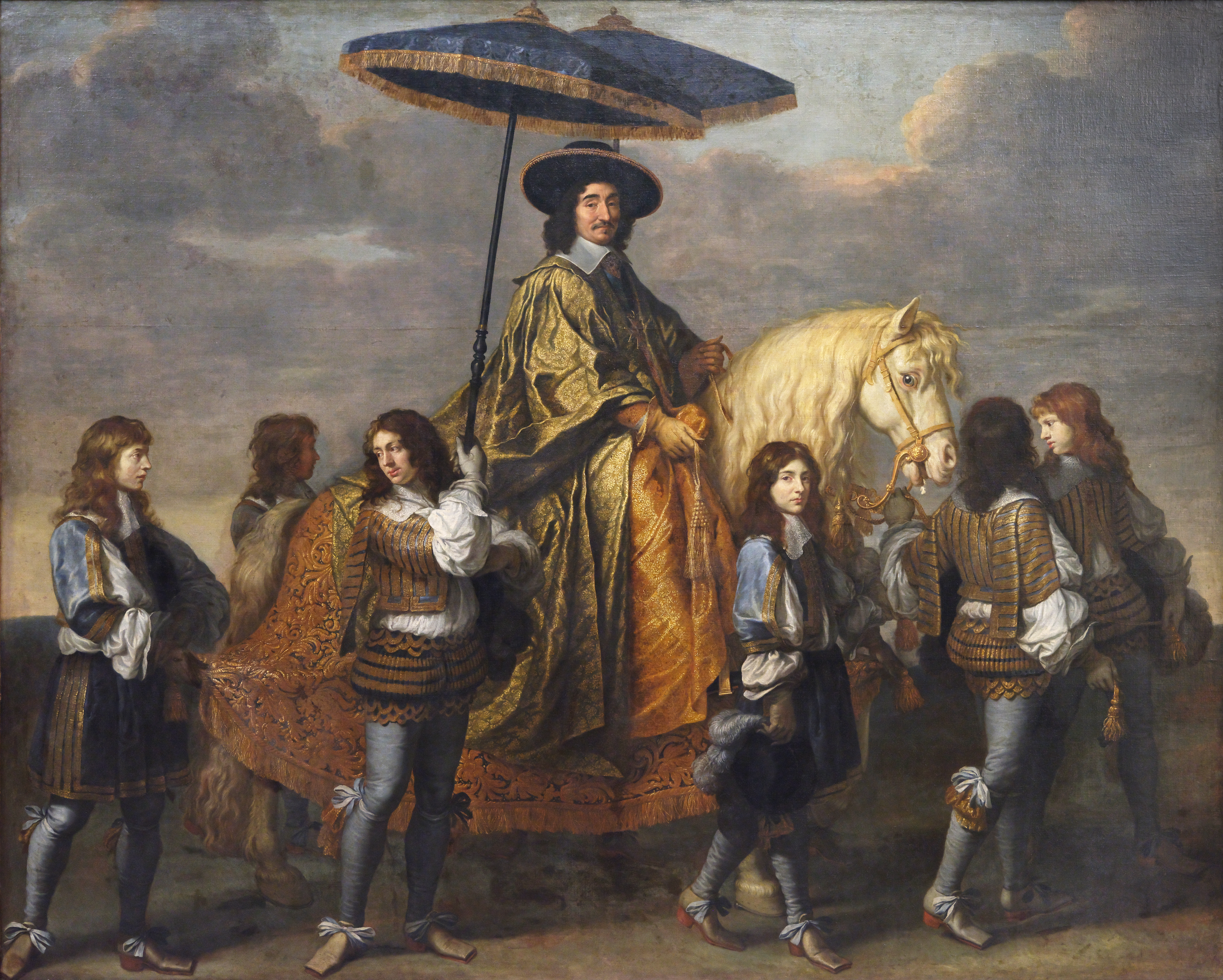
Портрет канцлера Сегье. 1661. Холст, масло. Лувр, Париж
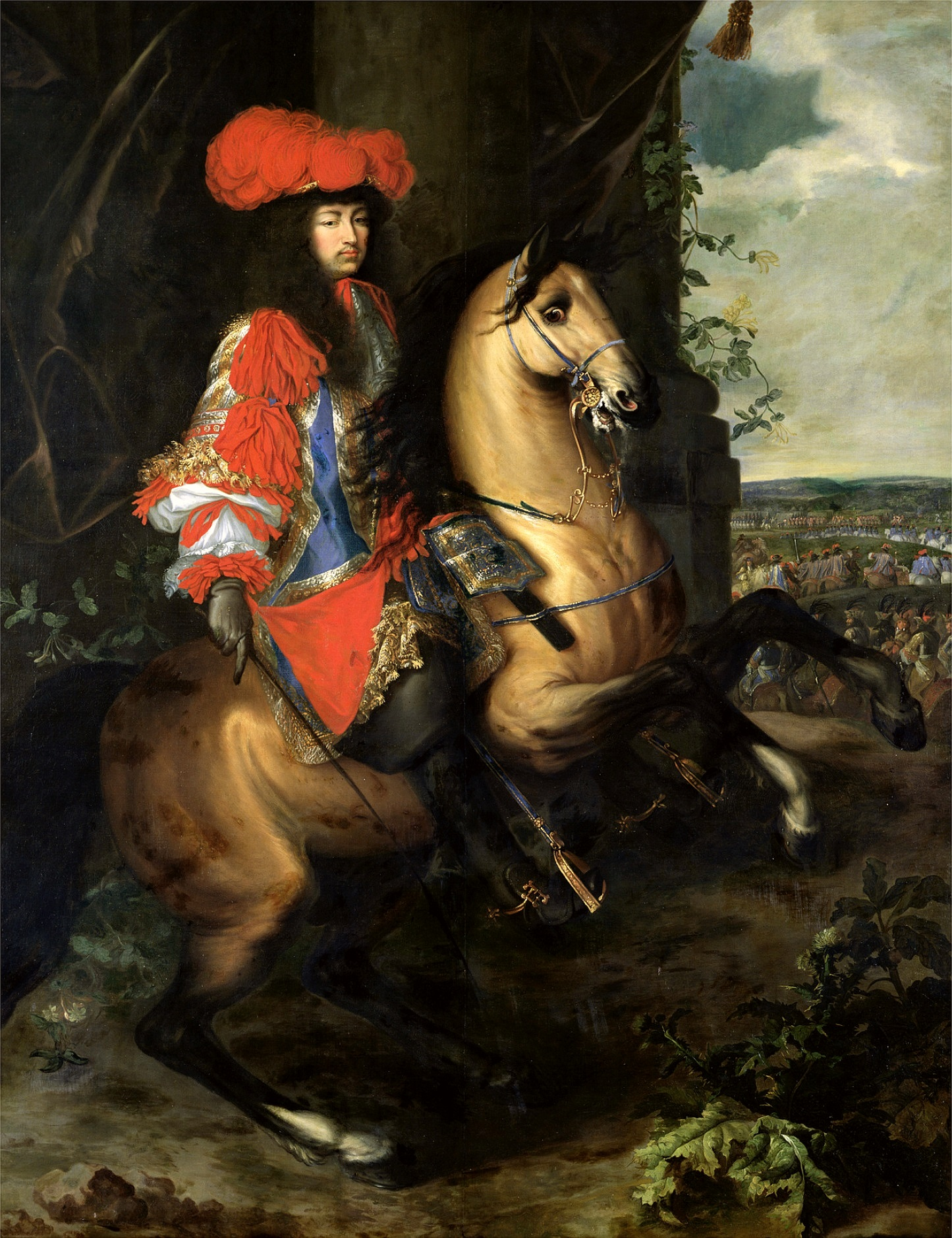
Конный портрет Людовика XIV. XVII век. Холст, масло. Музей Турне
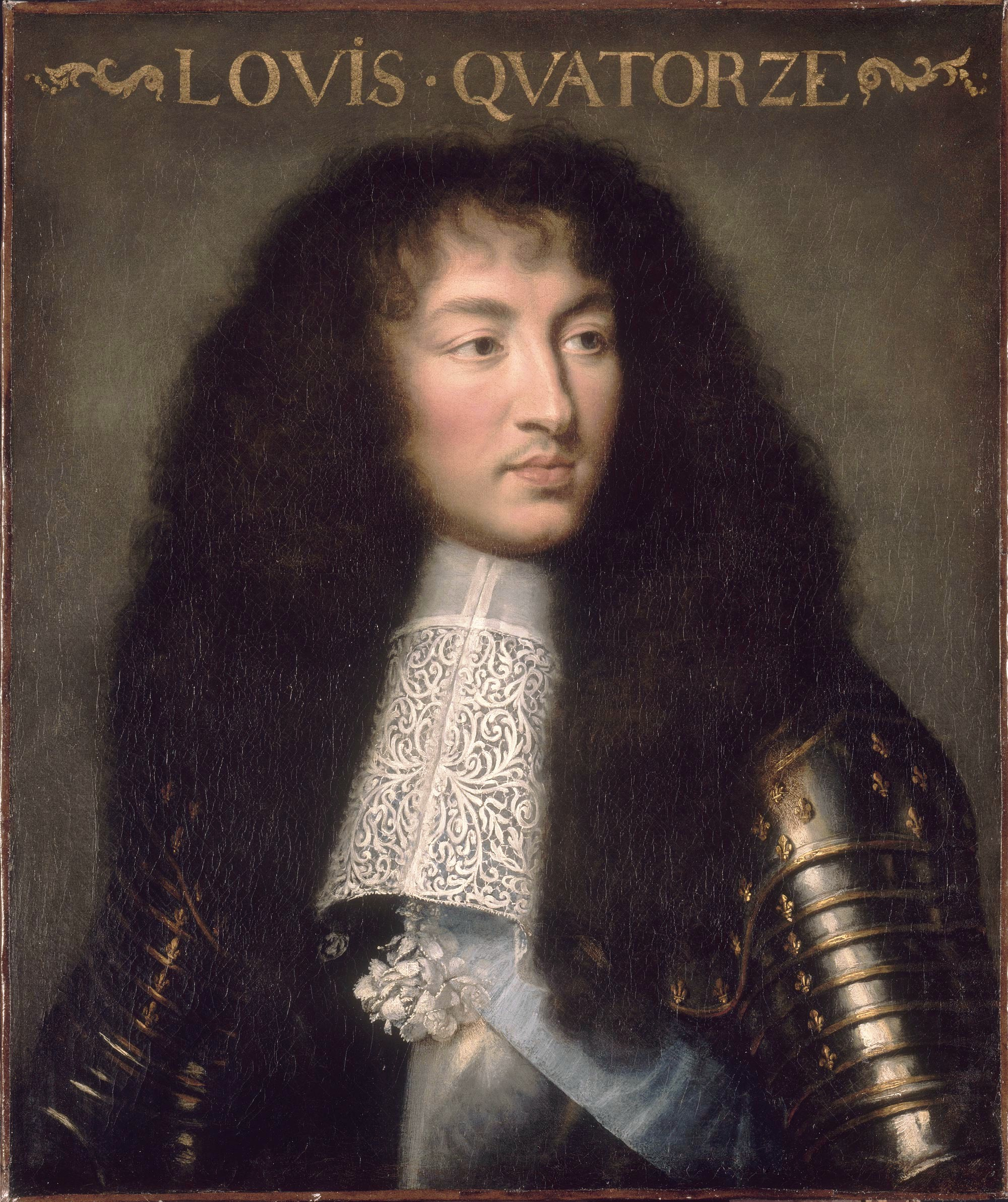
Портрет Людовика XIV. 1661—1662. Холст, масло. Версаль
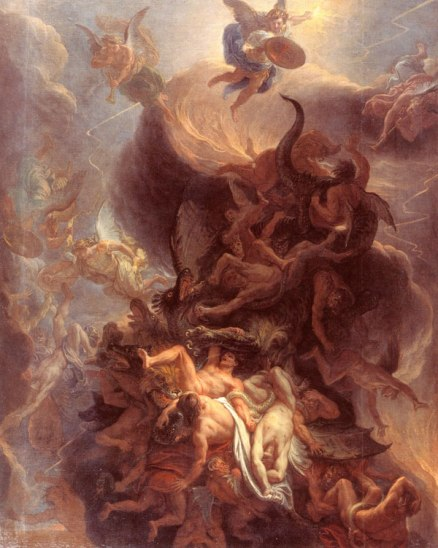
Падение восставших ангелов. После 1680. Музей Дижона
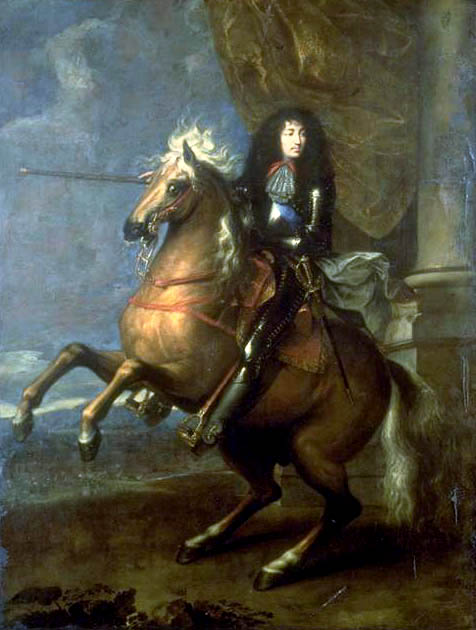
Конный портрет Людовика XIV. 1668. Музей Шартрез (фр.), Дуэ
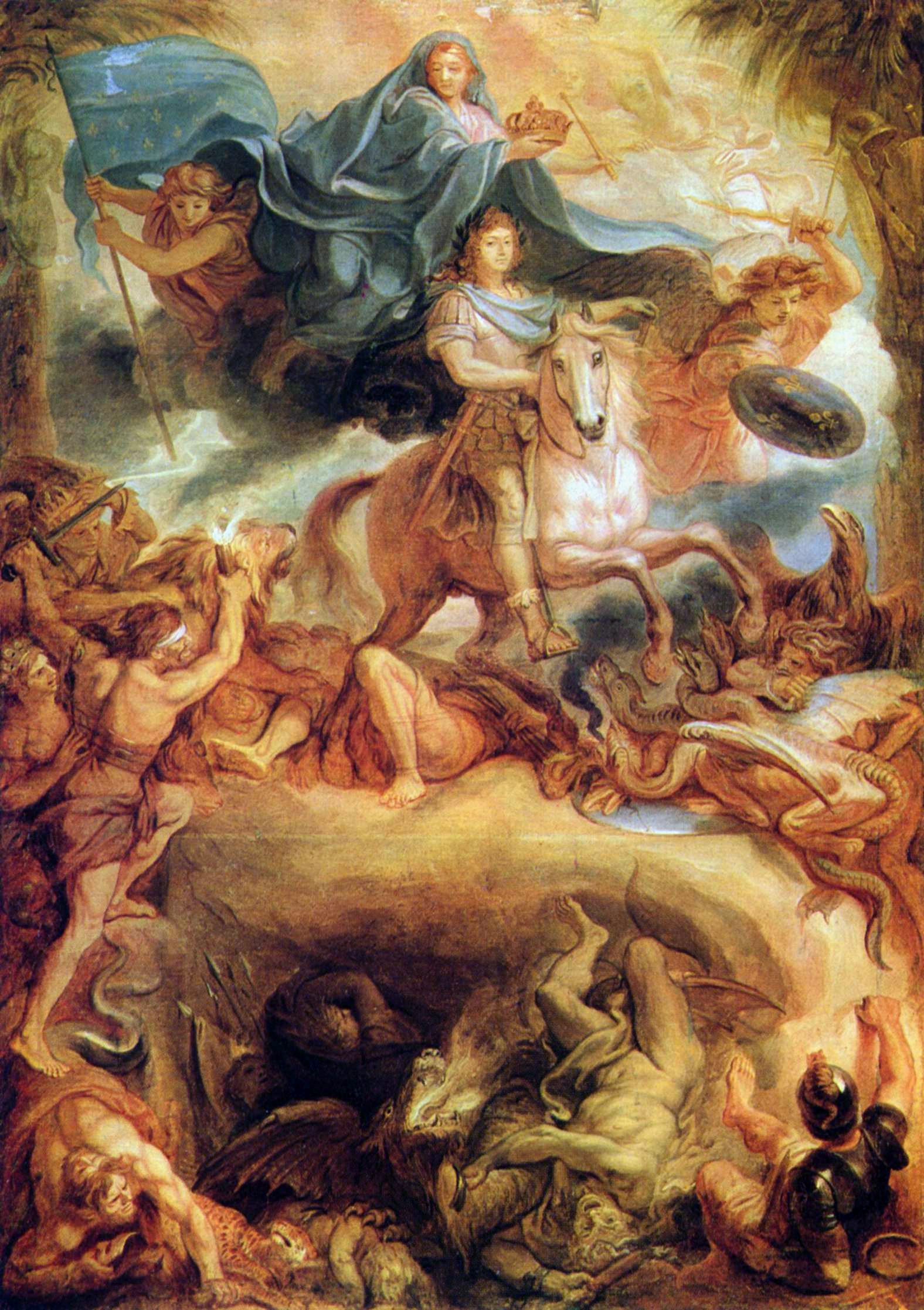
Апофеоз Людовика XIV. 1677. Музей изобразительных искусств (Будапешт)
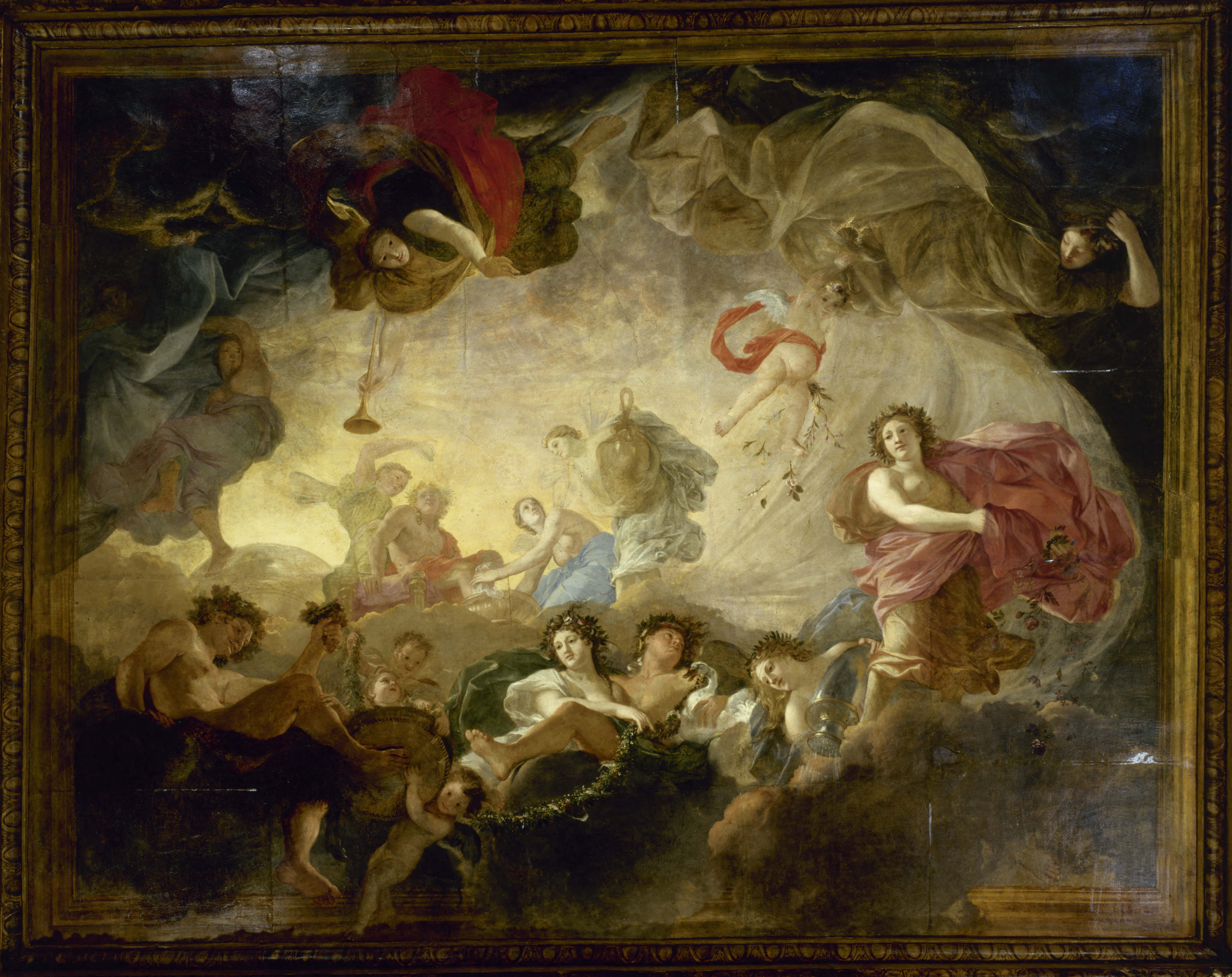
Восход Авроры и час Аполлона. 1653. Холст, масло. Музей Карнавале, Париж
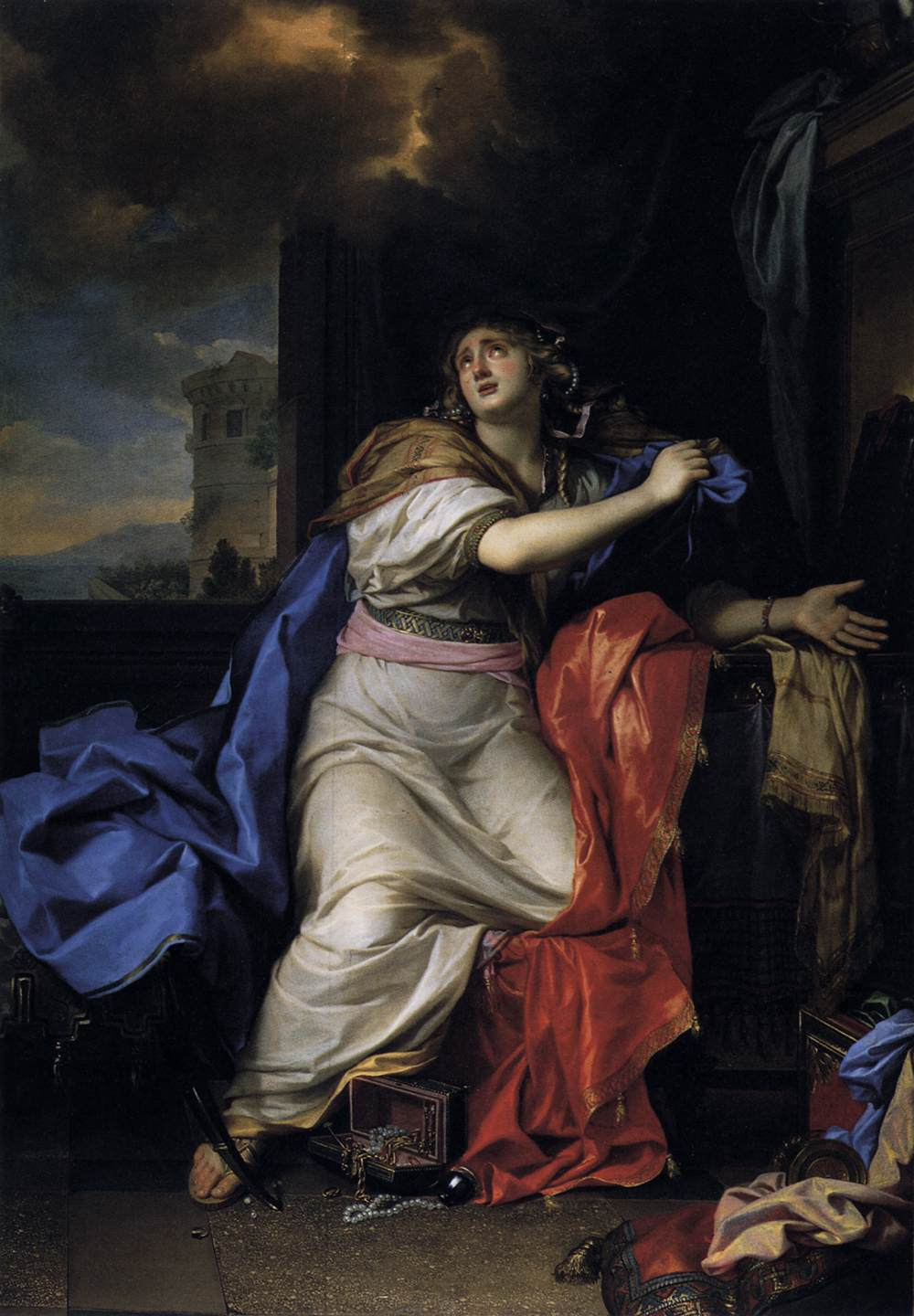
Кающаяся Мария Магдалина. 1655. Холст, масло. Лувр, Париж